# Dendrosida breedlovei
Dendrosida breedlovei là một loài thực vật có hoa trong họ Cẩm quỳ. Loài này được Fryxell mô tả khoa học đầu tiên năm 1977.